# Soliloquy of the Spanish Cloister
Soliloque du cloître espagnol
Pour les articles homonymes, voir Soliloquie (homonymie).
Soliloquy of the Spanish Cloister (Soliloque du cloître espagnol) est un monologue dramatique écrit par Robert Browning, et publié pour la première fois dans le recueil Dramatic Lyrics publié en 1842. Le monologue fait parler un moine espagnol, dont le nom n'est pas donné. Le poème se compose de neuf strophes de huit vers et est écrit en tétramètres iambiques. L'histoire tourne autour de la haine du locuteur-narrateur envers Frère Lawrence, moine résidant dans le cloître.

## Résumé
Le narrateur remarque les petits détails par lesquels Frère Lawrence manque à sa foi chrétienne, et envisage alors le meurtre de celui-ci, ou la damnation de son âme. Cependant, le poème s'achève avant que le narrateur ne puisse aller plus loin.
Le poème traite des thèmes de l'orgueil, de la jalousie, et de l'hypocrisie morale. Il analyse le personnage de celui qui parle comme étant un moine envieux, qui ne hait le Frère Lawrence que parce qu'il désire ce que l'autre possède. Le narrateur s'efforce de présenter les raisons et les justifications de sa haine. Dans la seconde strophe, il cherche à dépeindre Lawrence comme rempli d'orgueil, dans la troisième comme possédant des objets au-dessus de ses moyens, tels que la coupe dont il se sert pour boire. Dans la quatrième, il cherche à accuser Frère Lawrence d'avoir des pensées licencieuses envers les femmes, ne démontrant que sa propre capacité à héberger lui-même de telles pensées. La liste des griefs continue à s'allonger jusqu'à la septième strophe, dans laquelle le lecteur se voit révéler un trait de caractère du narrateur - il n'est pas seulement un homme jaloux, mais aussi un homme mauvais, qui décide de chercher un moyen de condamner à l'Enfer l'âme de Frère Lawrence. Il élabore alors un plan pour amener sa victime à lire un roman français (ce qui implique un contenu sexuel), damnant sur le champ l'âme de Frère Lawrence. Bien entendu, le lecteur ne peut que se demander comment le narrateur peut bien connaître le contenu du roman, si sa piété est aussi grande qu'il le laisse entendre. En cas d'échec du plan qui fait appel au roman, le narrateur se convainc qu'il est prêt à vendre sa propre âme au diable, pour entraîner dans sa chute l'âme de Frère Lawrence. Le poème s'achève alors, car le narrateur est interrompu par l'appel pour les Vêpres.

## «Soliloquy» ou monologue?
L'emploi par Robert Browning du mot « soliloquy », « soliloque », pose question. En principe, un soliloque est le monologue d'une personne qui réfléchit à haute voix, souvent pour préparer une décision. Ainsi, le monologue de Hamlet (To be or not to be […]) est en fait un « soliloque » permettant de faire avancer l'action, car même si Hamlet affiche son irrésolution, la démarche intérieure induit une avancée psychologique destinée à se manifester plus tard. 
Or, Browning se réfère constamment à ce qu'il appelle un monologue dramatique. Selon M. H. Abrams dans son A Glossary of Literary Terms (Glossaire des termes littéraires), publié pour la première fois en 1957, le monologue dramatique se définit en particulier par un narrateur et un auditeur silencieux implicite, dont d'ailleurs les réactions transpirent par les inflexions du discours monologué. Comme le précise Éric Eigenmann, « Mieux que par la présence physique d'un second personnage, c'est par celle que manifeste ou représente l'énoncé lui-même qu'on distingue le plus clairement le monologue et le soliloque, dont les dictionnaires et manuels spécialisés donnent des définitions contradictoires. On conviendra – dans le sillage de Jacques Schérer (1983) et d'Anne-Françoise Benhamou (Corvin, 1995) – que le monologue désigne le discours tenu par un personnage seul ou qui s'exprime comme tel, s'adressant à lui-même ou à un absent, lequel peut être une personne (divine ou humaine, voire animale) ou une personnification (un sentiment, une vertu : « mon cœur », « mon devoir », éventuellement une chose). Tout monologue est ainsi plus ou moins dialogué, car l'on parle toujours à quelqu'un, ne serait-ce qu'à soi-même », alors que le soliloque se limite à un discours « abolissant tout destinataire ».  
Il ne semble donc pas exister de raison particulière au choix qu'a fait Robert Browning de ce mot. Lors de la composition du poème, il utilisait déjà « monologue ». Comme il s'agit d'une des premières œuvres du genre, publiée dans le premier volume de Dramatis Personae, on peut raisonnablement penser qu'il y a là imprécision de sa part, les termes n'ayant alors pas encore affirmé pour lui la différence entre les deux modes d'expression.